# Antonín Zelenka
Antonín Zelenka (26. května 1909 Vídeň – 6. srpna 1993 Praha) byl český filmový střihač a režisér.

## Filmografie (výběr)

### Střih
| - 1933 Okénko (režie: Vladimír Slavínský) - 1935 Maryša (režie: Josef Rovenský) - 1936 Vojnarka (režie: Vladimír Borský) - 1937 Andula vyhrála (režie: Miroslav Cikán) - 1937 Děvčata, nedejte se! (režie: Hugo Haas a Jan Alfréd Holman) - 1937 Děvče za výkladem (režie: Miroslav Cikán) - 1938 Cech panen kutnohorských (režie: Otakar Vávra) - 1938 Holka nebo kluk? (režie: Vladimír Slavínský) - 1938 Neporažená armáda (režie: Jan Bor) - 1939 Dědečkem proti své vůli (režie: Vladimír Slavínský) - 1939 Lízino štěstí (režie: Václav Binovec) - 1940 Babička (režie: František Čáp) | - 1940 Panna (režie: František Čáp) - 1941 Noční motýl (režie: František Čáp) - 1945 Rozina sebranec (režie: Otakar Vávra) - 1946 Hrdinové mlčí (režie: Miroslav Cikán) - 1948 Krakatit (režie: Otakar Vávra) - 1949 Němá barikáda (režie: Otakar Vávra) - 1954 Jan Hus (režie: Otakar Vávra) - 1955 Jan Žižka (režie: Otakar Vávra) - 1956 Proti všem (režie: Otakar Vávra) - 1969 Kladivo na čarodějnice (režie: Otakar Vávra) - 1973 Dny zrady (režie: Otakar Vávra) - 1974 Sokolovo (režie: Otakar Vávra) - 1975 Osvobození Prahy (režie: Otakar Vávra) |

## Režie
- 1943 Čtrnáctý u stolu (společně s Oldřichem Novým)